# Садыков, Барлыбай Каримович
Барлыбай Каримович Садыков (каз. Барлыбай Кәрімұлы Садықов; род. 25 сентября 1964) — казахстанский дипломат. Чрезвычайный и полномочный посол Республики Казахстан в Пакистане (2018—2019), Бангладеш (2018—2019, по совместительству), Эфиопии (2019—2025), Кении (с 2023 года).

## Биография
В 1988 году окончил Военный институт Министерства обороны СССР.
С 1993 года работал атташе Управления стран Европы и Америки Министерства иностранных дел Казахстана, на различных руководящих должностях в центральном аппарате МИД и загранучреждениях в Италии, Швейцарии, США.
2008—2012 гг. — заместитель директора, директор департамента многостороннего сотрудничества МИД РК.
2013—2015 гг. — посол по особым поручениям МИД РК, заместитель постоянного представителя Казахстана при ООН в Нью-Йорке.
2016—2018 гг. — первый заместитель постоянного представителя Казахстана при ООН.
С 25 января 2018 года по 19 июля 2019 года — Чрезвычайный и Полномочный Посол Республики Казахстан в Исламской Республике Пакистан, с 8 августа 2018 года по 19 июля 2019 года — в Народной Республике Бангладеш по совместительству.
С 19 июля 2019 года по 23 мая 2025 года — Чрезвычайный и Полномочный Посол Республики Казахстан в Федеративной Демократической Республике Эфиопия. С 14 августа 2023 года — Чрезвычайный и Полномочный Посол Республики Казахстан в Республике Кения по совместительству.
23 мая 2025 года Барлыбай Садыков был назначен Чрезвычайным и Полномочным Послом Республики Казахстан в Республике Кения, постоянным представителем Республики Казахстан при Отделении Организации Объединённых Наций в городе Найроби по совместительству и освобождён от должности посла Казахстана в Эфиопии.

## Награды
- Почётная грамота Совета МПА СНГ (17 апреля 2014 года, Межпарламентская ассамблея СНГ) — за активное участие в деятельности Межпарламентской Ассамблеи и её органов, вклад в укрепление дружбы между народами государств — участников Содружества Независимых Государств[7]